# Haluk Türkeri
Haluk Türkeri (* 7. November 1986 in Duisburg) ist ein türkischer Fußballspieler.

## Karriere

### Verein
Der in Duisburg geborene Türkeri kam über die Jugenden des SV Walsum und MSV Duisburg zum VfL Bochum, wo er sich über die U19 bis in die erste Mannschaft hochspielen konnte: Am 6. August 2005 wurde Türkeri beim VfL Bochum am 1. Spieltag der 2. Fußball-Bundesliga gegen den 1. FC Saarbrücken in der 82. Minute eingewechselt und gab somit sein Profidebüt. Es blieb sein einziger Einsatz und er spielte fortan für die 2. Mannschaft in der Oberliga Westfalen.
Anschließend spielte Türkeri zwei Saisons in der drittklassigen Regionalliga Süd beim Karlsruher SC II, zur Saison 2008/09 verschlug es ihn dann in die mittlerweile viertklassige Regionalliga West zu Rot-Weiss Essen. Nirgendwo konnte sich Türkeri zu einem Stammspieler entwickeln, 2009/10 verbrachte Türkeri die Saison bei der SV Elversberg.
Zur Saison 2010/11 wechselte Türkeri in die Regionalliga Süd zum SV Darmstadt 98 und erlebte den Aufstieg der Lilien in die 3. Liga mit, steuerte in seinen acht Einsätzen jedoch nur ein Tor bei, wenngleich ein wichtiges mit dem Ausgleichstreffer beim 2:1-Sieg gegen Eintracht Frankfurt II am 30. Oktober 2010.
Nach dieser Spielzeit wechselte Türkeri zurück in seine Heimat Duisburg und schloss sich 2011/12 der zweiten Mannschaft des MSV Duisburg an. In der fünftklassigen NRW-Liga war Türkeri ein Führungsspieler der Duisburger U23.
Im Januar 2012 wechselte er in die zweite türkische Liga und schloss sich dort der Mannschaft von Denizlispor an. Als Türkeri in der Winterpause der Saison 2012/13 zu spät zum Trainingslager erschien, wurde er in die zweite Mannschaft versetzt und wenige Tage später entlassen. Kurz darauf einigte sich Türkeri mit dem Ligakonkurrenten Samsunspor und unterschrieb dort einen Vertrag für anderthalb Jahre. Im Januar 2014 wurde Türkeri für die Rückrunde der 2. Liga an Boluspor ausgeliehen.
Es folgten weitere Stationen bei Tuzlaspor, Aydınspor 1923 und Bandırmaspor. Ab August 2019 stand er ein Jahr bei Kahramanmaraşspor in der drittklassigen TFF 2. Lig unter Vertrag. In den folgenden zwei Jahren spielte er für vier Vereine, beginnend mit dem Viertligisten Adıyaman 1954 Spor Kulübü.

### Nationalmannschaft
Türkeri spielte im Oktober 2005 für die türkische U20-Nationalmannschaft im Rahmen zweier Freundschaftsspiele gegen die russische U20-Auswahl.

## Trivia
In der Saison 2004/05 schoss Türkeri mit 33 Toren die meisten Tore innerhalb einer Spielzeit in der A-Junioren-Bundesliga. Dieser Rekordwert wurde in der Saison 2019/20 von Youssoufa Moukoko übertroffen.